# Rozvodna Babylon
Rozvodna Babylon (zkratkou BAB) se nachází na území obce Stvolínky asi 8 km jihozápadně od České Lípy v okrese Česká Lípa v Libereckém kraji. Je jednou ze dvou uzlových rozvoden napájejících Liberecký kraj. Provozuje se v napěťových hladinách 400 a 110 kV.

## Význam
Rozvodna Babylon patří k nejvýznamnějším rozvodnám v Libereckém kraji. Pracuje se zde s napětím 400 a 110 kV. Část 400 kV provozuje ČEPS, a.s, část 110 kV provozuje ČEZ. Do rozvodny je přiváděna elektřina z elektrárny Mělník.

## Historie
Rozvodna byla založena v roce 1980 jako druhá rozvodna 400 kV v dnešním Libereckém kraji. Ve stejném roce bylo postaveno vedení 400 kV z elektrárny Mělník III a smyčka z linky Výškov-Krasíkov.
V letech 2013–2015 rozvodna prošla komplexní rekonstrukcí.  V roce 2022 bylo zdvojeno vedení z rozvodny Výškov na Lounsku (V450/V428). V roce 2024 se plánuje zdvojení linky do Bezděčína (V451).

## Popis

### Napěťové hodnoty
Rozvodna je provozována v napěťových hodnotách 400 kV a 110 kV. Hladinou 400 kV jsou spojeny rozvodny Výškov a Bezděčín. Na této hladině je také přiváděn výkon z elektrárny Mělník III.

### Transformátory
Transformace 400/110 kV je zajištěna dvěma třífázovými transformátory. V letech 1980–2013 byla rozvodna vybavena transformátorem od britské firmy Hawker Siddeley, což byla za éry socialismu výjimka, většina transformátorů byla tehdy sovětské nebo československé výroby. 
V roce 2023 byla rozvodna doplněna o variabilní kompenzační tlumivku.

### Vedení
Do rozvodny jsou zaústěna následující vedení:

#### Vedení 400 kV – ZVN – zvláště vysoké napětí
- Jednoduché vedení V470 EMĚ III – Babylon
- Dvojité vedení V450/V428 Výškov – Babylon (vzniklo zdvojením vedení V450 v letech 2021–2022)
- Jednoduché vedení V451/(V448) Babylon – Bezděčín (plánuje se přestavba na dvojité vedení)